# Liste von Persönlichkeiten der Stadt Schwäbisch Hall
Die folgenden Personen wurden in Schwäbisch Hall geboren oder haben dort gewirkt. Ob sie ihren späteren Wirkungskreis in Schwäbisch Hall hatten, ist in dieser Aufstellung nicht berücksichtigt. Die Liste erhebt keinen Anspruch auf Vollständigkeit.

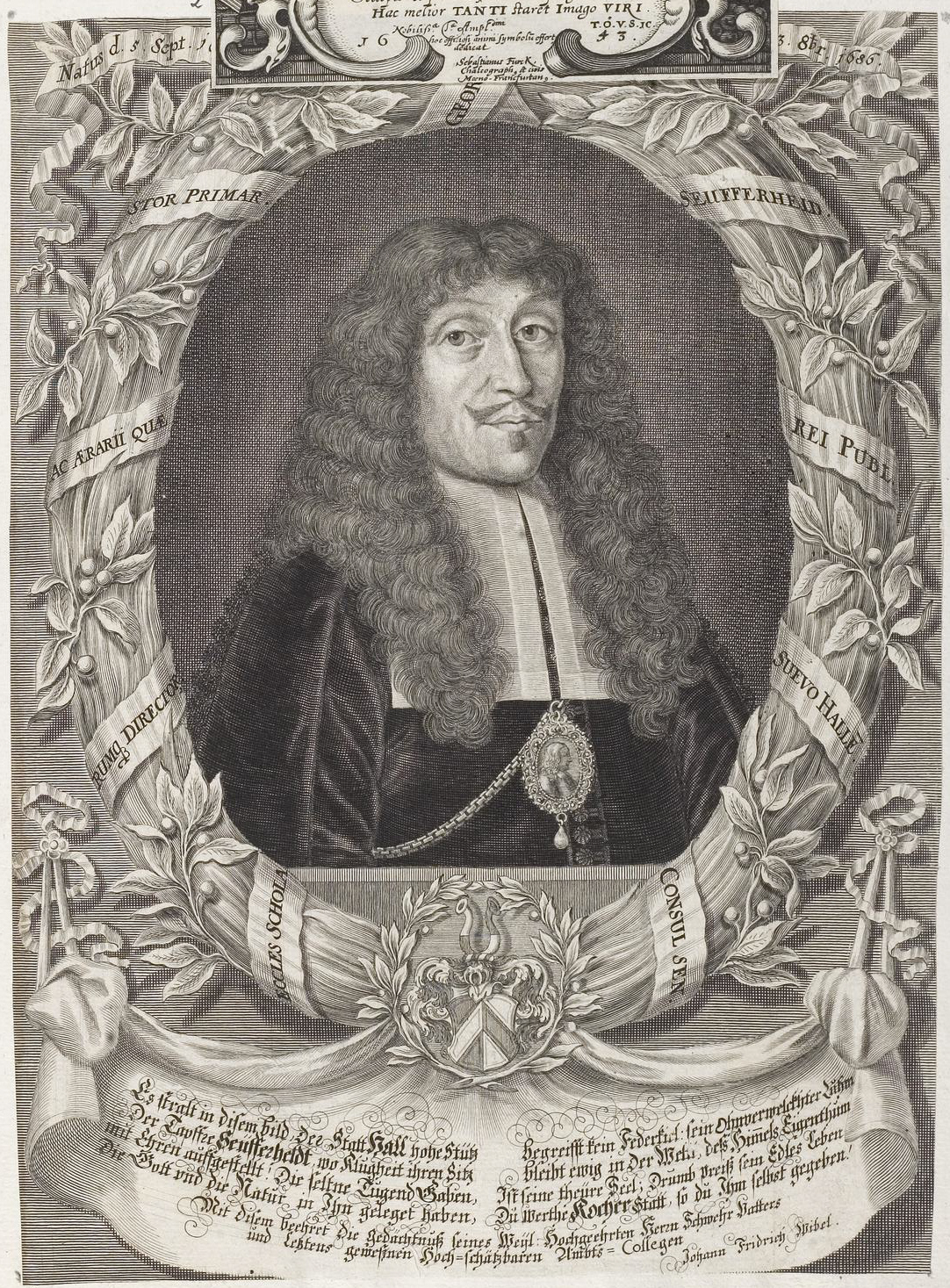
Georg Friedrich Seufferheld (1613–1686), Ratsherr und Stättmeister von Schwäbisch Hall

## Ehrenbürger
Die Stadt Schwäbisch Hall hat folgenden Personen das Ehrenbürgerrecht verliehen:
- 1874: Adolf von Daniel (1816–1893), Oberamtmann, Regierungsrat
- 1877: Wilhelm Ludwig Wullen (1806–1890), evangelischer Dekan
- 1899: Friedrich Helber (1829–1909), Stadtschultheiß
- 1901: Wilhelm Freiherr von Hügel (1828–1908), Oberforstrat
- 1924: Georg Fehleisen (1855–1934), Lehrer
- 1935: Max Kade (1882–1967), Fabrikant
- 1951: Emil Schmidt sen. (1871–1959), Kunstschlossermeister
- 1971: Rudolf Popp (1892–1972), Gutsbesitzer
- 1972: Wilhelm Dürr (1887–1979), Arzt
- 1993: Wilhelm Pfeifer (1913–1999), Rechtsanwalt, CDU-Kommunalpolitiker (1994 wegen seiner Nazivergangenheit zurückgegeben)
- 2015: Erhard Eppler (1926–2019), Politiker (SPD)
- 2015: Reinhold Würth (* 1935), Unternehmer

## In Schwäbisch Hall geborene Persönlichkeiten

### A
- Hartmut Abendschein (* 1969), deutsch-schweizerischer Schriftsteller, Herausgeber und Verleger
- Dilara Açıkgöz (* 2004), deutsch-türkische Fußballspielerin
- İlayda Açıkgöz (* 2004), deutsch-türkische Fußballspielerin
- Jasper von Altenbockum (* 1962), Journalist und Redakteur der Frankfurter Allgemeinen Zeitung
- Marco Ammer (* 1976), Fernsehmoderator, Schauspieler und Synchronsprecher

### B
- Martin Bauch (* 1950), Kommunalpolitiker (SPD), 1990 bis 1998 Oberbürgermeister von Geislingen an der Steige
- Bernhard Bauer (* 1976), Agrarwissenschaftler und Hochschullehrer
- Ulrich Bauer (* 1939), Kommunalpolitiker (SPD), 1990 bis 1998 Oberbürgermeister von Esslingen am Neckar
- Thilo Baum (* 1970), Journalist und Autor
- Johann Balthasar Beyschlag (1669–1717), Theologe und Kirchenliedkomponist
- Gerda Bier (* 1943), Bildhauerin und Objektkünstlerin
- Hartmut Binder (* 1937), Germanist
- Ludwig Friedrich von Böltz (1818–1908), württembergischer Oberamtmann
- Christoph Bossert (* 1957), Organist und Musikpädagoge
- Louis Braun (1836–1916), Kunstprofessor und bedeutender Historienmaler in München
- Johannes Brenz der Jüngere (1539–1596), lutherischer Theologe
- August Eduard Bruckmann (1810–1884), Architekt
- Josef Büchelmeier (* 1948), Kommunalpolitiker (SPD), 2001 bis 2009 Oberbürgermeister von Friedrichshafen
- Charlotte Bühler (* 1990), Sängerin und Songwriterin
- Rudolf Bühler (* 1952), Öko-Landwirt, Lobbyist und Unternehmer
- Daniel Bullinger (* 1985), Politiker (FDP), Oberbürgermeister von Schwäbisch Hall
- Friedrich Bullinger (* 1953), Politiker (FDP), Landtagsabgeordneter
- Johannes Burow (1953–2001), Klassischer Archäologe

### D
- Rudolf Decker (1934–2024), Politiker, MdL Baden-Württemberg
- Andreas Deutsch (* 1970), Rechtswissenschaftler
- Bernhard Deutsch (* 1959), Kunstautomatenbauer
- Wolfgang Deutsch (1925–2015), Kunsthistoriker
- Klaus Dierolf (* 1966), Jazzmusiker
- Michael Donner (* 1979), Filmkomponist
- Jens Düppe (* 1974), Jazzmusiker
- Julius Dürr (1856–1925), Altphilologe und Gymnasiallehrer

### E
- Albrecht Egelhaaf (1922–2010), Zoologe und Hochschullehrer
- Joscha Eißen (* 1995), Schauspieler
- Jeroen Engelsman (* 1989), Schauspieler, Sprecher und Musiker

### F
- Kerstin Fahr (* 1980er Jahre), Flötistin und Violinistin
- Georg Fehleisen (1893–1936), Architekt
- Joseph Feyerabend (1493–1543), Stiftsdekan und Propst
- Sissi Flegel (1944–2021), Schriftstellerin
- Felix Förster (* 1984), Basketballspieler
- Markus L. Frank (* 1969), Musiker und Dirigent
- Walter Frenz (* 1965), Rechtswissenschaftler und Hochschullehrer
- Karl Frik (1878–1944), Röntgenologe
- Paul Fritz (1892–1969), Politiker, 1933 Bürgermeister von Oberndorf am Neckar, 1944 von Rottweil

### G
- Siegfried Gehrke (* 1965), American-Football-Spieler und -Trainer
- Max Geschwill (* 2001), Fußballspieler
- Julius Gessinger (1899–1986), Komponist
- Nils Gessinger (* 1964), Jazz- und Soulmusiker, Komponist, Produzent und BigBand-Leiter
- Carl Christian Friedrich Glenck (1779–1845), Salinist und Bohrspezialist
- Ali Gökdemir (* 1991), deutsch-aserbaidschanischer Fußballspieler
- Wolfgang Gönnenwein (1933–2015), Dirigent, Musikpädagoge und Politiker
- Friedrich David Gräter (1768–1830), Germanist und Begründer der wissenschaftlichen Nordistik in Deutschland
- Heinz Groh (1882–nach 1927), Architekt
- Georg Peter Groß (1782–1858), Maler und Zeichner
- Karl Adolf Gross (1892–1955), evangelischer Theologe und Schriftsteller (in den KZs Dachau und Sachsenhausen inhaftiert)
- Stephan Guth (* 1958), Orientalist

### H
- Johann Lorenz Haf (1737–1802), Holzschneider
- Hans Hagdorn (* 1949), Lehrer, Fossiliensammler und Paläontologe
- Friedrich Heinrich Hager (1815–1881), Stadtschultheiß und Landtagsabgeordneter
- Heiko Hammel (* 1988), Autorennfahrer
- Annette Haug (* 1977), Archäologin
- Hans Hege (* 1946), Jurist, Direktor der Medienanstalt Berlin-Brandenburg
- Ulrich Henn (1925–2014), Bildhauer
- Heiko Hentrich (* 1976), Biologe, Spezialist für Blütenbiologie und Pharmakognosie
- Joachim Herrmann (* 1956), Verbandsgeschäftsführer des Sparkassenverbands Baden-Württemberg
- Tobias Herrmann (* 1981), Schauspieler
- Conrad Heyden (um 1385–1444), Stadtschreiber und Verfasser des Klagspiegels
- Hermann Hoerlin (1903–1983), Bergsteiger und Physiker
- Michael Hofbauer (* 1961), Kunsthistoriker und Designer
- Melchior Hofmann (um 1500–1543), Täuferführer
- Paul Hofmann (1880–nach 1942), Fabrikant
- Kraft zu Hohenlohe-Langenburg (1935–2004), von 1960 bis 2004 Chef des Hauses Hohenlohe-Langenburg
- Ernst Hornung (1896–1969), Politiker (SPD), Bürgermeister von Schwäbisch Hall
- Hans Hornung (1926–2014), Historiker, Bibliothekar und Hochschullehrer
- Karl Friedrich von Hufnagel (1788–1848), Rechtswissenschaftler und Politiker

### I
- Uwe Igler (* 1964), Fußballspieler

### J
- Wolfgang Jaeger (1917–1995), Augenarzt und Präsident der Deutschen Ophthalmologischen Gesellschaft
- Eugen Jaekle (1870–1936), Oberbürgermeister und Ehrenbürger von Heidenheim an der Brenz
- Hedwig Jessen (1899–1956), Bildhauerin und Grafikerin
- Jopez (* 1986 als Jonas Lang), Musikproduzent und DJ

### K
- Isolde Karle (* 1963), evangelische Theologin und Hochschullehrerin
- Joseph Kastenbauer (1945–2022), Arzt und Zahnarzt
- Sebastian von Keler (* 1986), Jazzmusiker
- Johann Jakob Kern (1625–1668), Bildhauer, Sohn von Leonhard Kern
- Peter Kirsten (1935–2004), Musiker, Produzent und Musikverleger
- Alfred Klaiber (1895–1945), Kommunalpolitiker (NSDAP), 1933 bis 1945 Oberbürgermeister von Esslingen am Neckar
- Ernst Klenk (1905–1996), Weinbautechniker, Direktor der Weinbauschule Weinsberg
- Tanja Klenk (* 1974), Politikwissenschaftlerin und Hochschullehrerin
- Nina Kluth (* 1974), Malerin
- Wolfgang Knoll (* 1949), Biophysiker
- Jonas Koch (* 1993), Radsportler
- Michael Krebs (* 1974), Kabarettist, Moderator und Entertainer
- Theodor Kreeb (1882–1954), württembergischer Oberamtmann und Landrat
- Gotthold Kuhn (1846–nach 1909), württembergischer Oberamtmann
- Otto Ludwig Kunz (1904–1985), Maler, Designer und Architekt

### L
- Torben Laidig (* 1994), Leichtathlet, Stabhochspringer
- Robert Leicht (1849–1921), Brauereibesitzer
- Schenk Konrad von Limpurg (vor 1249–nach 1286), Minnesänger, vermutlich auf Burg Limpurg bei Schwäbisch Hall geboren

### M
- Karl Mailänder (1883–1960), Jurist und Regierungsdirektor
- Friedrich Franz Mayer (1816–1870), Jurist, Oberamtmann, Staatsrat im Königreich Württemberg
- Johann David Mayer (1636–1696), Komponist, Musikherausgeber und Ratsherr
- Sven van Meegen (* 1976), katholischer Geistlicher, Theologe und Hochschullehrer
- Erëleta Memeti (* 1999), Fußballspielerin
- Johann Christof Merck (vor 1695–nach 1725), Maler
- Johannes von Merz (1857–1929), evangelischer Theologe und Kirchenpräsident der Evangelischen Landeskirche in Württemberg
- Harald Muenz (* 1965), Komponist, Klangkünstler und Performer
- Moestwanted (als Moritz Biedenbach), DJ und Musikproduzent
- Belina Mohamed-Ali (* 1990), Schauspielerin
- Jochen Müller (* 1981), Politikwissenschaftler und Hochschullehrer
- Ulrich Müller (* 1944), Politiker (CDU), Landtagsabgeordneter, Umwelt- und Verkehrsminister, Minister im Staatsministerium
- Ulrich Otto Mueller (* 1949), Mediziner, Soziologe, Hochschullehrer und Politiker
- Walter Müller (* 1943), Arzt und Politiker (SPD)

### N
- Gerd Nefzer (* 1965), Spezialeffektspezialist
- Yascha Finn Nolting (* 1994), Schauspieler, Sprecher und Liedermacher

### O
- Carl Obenland (1908–2008), Landschafts- und Porträtmaler
- Kai Ortmann (* 1978), Schlagzeuger, Lehrbuchautor und Musikschulgründer
- Karl Ott (um 1875–1916), Medailleur

### R
- Sarah Rebellato (* 1987), Film- und Theaterschauspielerin
- Hans-Harald Reber (* 1973), Koch, mit Michelin-Stern ausgezeichnet
- Michel Roeder (* 1971), Architekt und Hochschullehrer
- Wolfgang Roth (1941–2021), Volkswirt, Manager und Politiker (SPD)
- Joachim Rücker (* 1951), Diplomat, Sondergesandter des UN-Generalsekretärs und Leiter der UNMIK
- Otto Ruff (1871–1939), Chemiker

### S
- Marco Sailer (* 1985), Fußballspieler
- Heinrich Schmieder (1970–2010), Schauspieler
- Mario Schmidgall (* 1998), Volleyballspieler
- Piet Oliver Schmidt (* 1970), Physiker und Hochschullehrer
- Richard R. Schmidt (* 1935), Chemiker und Hochschullehrer
- Werner Schmidt-Hieber (1944–2011), Jurist und Politiker (FDP), Oberbürgermeister von Waiblingen
- Manfred Schoch (* 1955), Gewerkschafter (IG Metall)
- Friedrich Schulz (1897–1965), Politiker (NSDAP), Reichstagsabgeordneter
- Hermann Schwab (1917–2000), Oberbürgermeister und Ehrenbürger von Winnenden
- Joachim Schwalbach (* 1948), Wirtschaftswissenschaftler und Hochschullehrer
- Thomas Schweicker (1541–1602), armloser Kunstschreiber
- Eva Schweikart (* 1959), Übersetzerin
- Ulrike Schweikert (* 1966), Schriftstellerin
- Holger Siever (* 1960), Übersetzungs- und Sprachwissenschaftler, Hochschullehrer
- Jochen Sigloch (* 1944), Wirtschaftswissenschaftler
- Gustav Sixt (1856–1904), Lehrer, Gelehrter und Archäologe
- Oliver Stadel (* 1969), Schauspieler
- Johann Ulrich Steigleder (1593–1635), Komponist und Organist
- Udo Stein (* 1983), Abgeordneter im Landtag von Baden-Württemberg
- Adolf Steiner (1897–1974), Violoncellist und Musikpädagoge
- Michael Steiner (1943–2022), Physiker
- Götz Steinle (1944–2019), Brigadegeneral
- Stohead (* 1973 als Christoph Hässler), Graffiti-Künstler
- Stefan Streich (* 1961), Komponist
- Reinhold Strenger (1903–nach 1966), Archäologe und Verwaltungsbeamter
- Fabiana Striffler (* 1988), Jazzmusikerin
- Wilfried Sturm (* 1958), evangelischer Theologe und Professor

### T
- Hans Traub (1901–1943), Zeitungs- und Filmwissenschaftler
- Philipp Thomas (* 1979), Filmeditor
- Florian Tscharf (* 1987), Filmregisseur und Drehbuchautor

### V
- Gabriel Vitel, Sänger und Musiker
- Annette Voigt (* 1957), Bildhauerin

### W
- Conradin Walther (auch Konradin Walther; 1846–1910), Architekt
- Paul Wanner (1895–1990), Schriftsteller
- Michael Weber (* 1952), Journalist und Moderator
- Peter Weinmann (* 1946), Journalist, als V-Mann enttarnt
- Tobias Weis (* 1985), Fußballspieler
- Ursula Weisser (* 1948), Medizinhistorikerin
- Erasmus Widmann (1572–1634), Komponist
- Wolf Wiedmann-Schmidt (* 1979), Journalist und Autor
- Dieter Wieland (* 1936), Theater- und Dekorationsmaler
- Bettina Würth (* 1961), Managerin
- Friedrich von Württemberg (1808–1870), württembergischer General, Vater von König Wilhelm II. von Württemberg

## Weitere Persönlichkeiten
Folgende Personen wurden nicht in Schwäbisch Hall geboren, wirkten aber dort oder stehen in anderer enger Verbindung zur Stadt:
- Sibilla Egen (um 1471–1538), Wohltäterin der Reichsstadt Hall
- Johannes Adler (≈1474–1518; alias Gentner, Doleatoris, Aquila, Halietus), Rechtsprofessor in Tübingen, Haller Bürgerrecht seit 1508
- Johannes Brenz (1499–1570), Reformator und protestantischer Theologe
- Sem Schlör († 1597/98), Bildhauer, seit 1563 Bürger in Hall
- Leonhard Kern (1588–1662), Bildhauer, seit 1620 in Hall
- Johann Samuel Welter (1650–1720), Komponist
- Eduard Mörike (1804–1875), Dichter der Romantik
- Eduard Herdtle (1821–1878), Zeichner, Bildhauer und Maler, war von 1847 bis 1867 Zeichenlehrer in Schwäbisch Hall
- Christian Mergenthaler (1884–1980), Politiker (NSDAP), Mitglied des württembergischen Landtags, des Reichstags sowie württembergischer Ministerpräsident, Kultusminister und verurteilter „Hauptschuldiger“
- Gerhard Storz (1898–1983), Schriftsteller, Politiker (CDU) und Kultusminister des Landes Baden-Württemberg
- Hermann Müller (1913–1991), Politiker (FDP) und Finanzminister von Baden-Württemberg
- August Häfner (1912–1999), NS-Verbrecher
- Paul Swiridoff (1914–2002), Fotograf, Essayist, Publizist, Verlagsgründer
- Walter Bischoff (1915–nach 1963), Architekt
- Alfred Leikam (1915–1992), Notar und Widerstandskämpfer; 2002 posthum Gerechter unter den Völkern
- Erhard Eppler (1926–2019), Bundesminister, Politiker (SPD)
- Herbert Malecha (1927–2011), Gymnasialprofessor und Schriftsteller
- Oliver Storz (1929–2011), Regisseur, Drehbuchautor und Schriftsteller
- Albrecht Bedal (* 1947), Bauhistoriker und Architekt, leitete das Hochbau- und Kulturamt der Stadt Schwäbisch Hall sowie das Hohenloher Freilandmuseum Wackershofen
- Harald Siebenmorgen (1949–2020), Kunsthistoriker, Museumsdirektor in Hall
- Michael Turzer (* 1949), Maler und Objektkünstler
- Hans Kumpf (* 1951), Jazzklarinettist, Fotograf und Journalist
- Walter Döring (* 1954), Politiker (FDP) und ehemaliger Wirtschaftsminister des Landes Baden-Württemberg
- Joachim Armbrust (* 1958), Sozialpädagoge und Autor
- Tatjana Kruse (* 1960), Schriftstellerin
- Sudabeh Mohafez (* 1963), Schriftstellerin, Erziehungswissenschaftlerin und Psychoonkologin
- Marcus Neufanger (* 1964), Künstler und Kurator
- Jan Wiechert (* 1982), Autor und Historiker
- Thumilan Selvakumaran (* 1982), Journalist
- Matthias Slunitschek (* 1985), Literaturwissenschaftler, Autor und Verleger